# خلیل درویش‌اوغلو

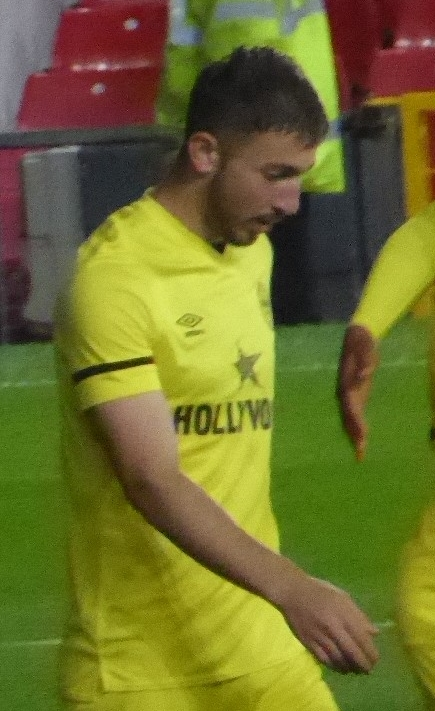
خلیل درویش‌اوغلو در سال ۲۰۲۱

خلیل درویش‌اوغلو (انگلیسی: Halil Dervişoğlu؛ زادهٔ ۸ دسامبر ۱۹۹۹) بازیکن فوتبال اهل پادشاهی هلند است.
از باشگاه‌هایی که در آن بازی کرده‌است می‌توان به باشگاه فوتبال برنتفورد، باشگاه فوتبال اسپارتا روتردام، و باشگاه فوتبال توئنته اشاره کرد.
وی همچنین در تیم‌های ملی فوتبال ترکیه و زیر ۲۱ سال ترکیه بازی کرده‌است.